# Fédération française de spéléologie
Pour les articles homonymes, voir FFS.
La Fédération française de spéléologie (FFS) est une association française fondée le 1er juin 1963 œuvrant dans le domaine de la spéléologie et du canyonisme.
La FFS est investie d'une mission de service public par le ministère de la Jeunesse et des Sports. Comme toute fédération sportive agréée par ledit ministère, elle est reconnue d'utilité publique.
Reconnue comme association de protection de la nature, elle est titulaire depuis 1978 d'un agrément de protection de l'environnement dans le cadre national délivré par le ministère de l'Environnement,.
La FFS est conventionnée avec le ministère de l'Intérieur depuis 1977. La convention nationale d'assistance technique en secours souterrains, déclinée au niveau départemental, reconnaît le rôle prépondérant et incontournable de la FFS au travers de sa commission Secours (le Spéléo secours français, ou SSF) pour ce qui concerne la partie souterraine des opérations de secours. La FFS est une association agréée de sécurité civile (AASC) de type A depuis 2006 et bénéficie d'un agrément national pour les opérations de secours en milieu souterrain dans les « cavités naturelles ou artificielles, noyées ou à l'air libre ».

## Présentation
La Fédération française de spéléologie se donne pour objectif :
- l'union de toutes personnes pratiquant ou étudiant la spéléologie et le canyonisme, notamment l'exploration et la connaissance du milieu souterrain naturel, artificiel,
- la recherche scientifique, la promotion et l'enseignement de la spéléologie, et du canyonisme, la protection et la défense du monde souterrain et de son environnement,
- l'apport de son concours et de celui de ses adhérents à des missions de sécurité civile, de prévention, de formation et lors d'opération de secours en milieu souterrain, dans des cavités naturelles ou artificielles, noyées ou à l'air libre,
- l'organisation, seule ou associée, de manifestations ayant un rapport avec la spéléologie ou le canyonisme,
- elle concourt à l'éducation physique et morale de la jeunesse[8].

La FFS défend le libre accès aux sites de pratique en concertation avec ses interlocuteurs institutionnels.
Elle adhère à la Fédération spéléologique européenne (FSE) ainsi qu'à l'Union internationale de spéléologie (UIS). Elle est membre du Conseil national de la protection civile (CNPC).

## Structure

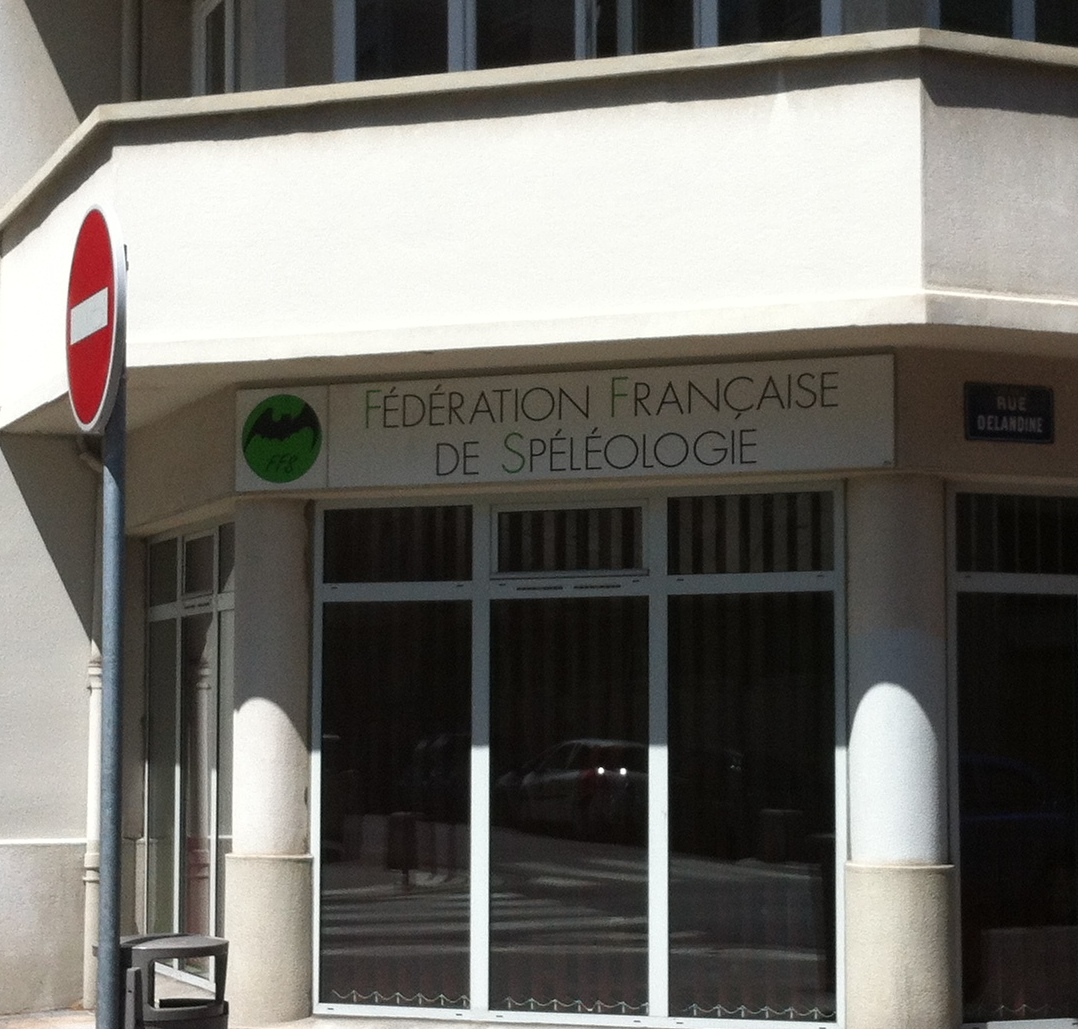
Le siège de la Fédération française de spéléologie à Lyon.

Elle est dirigée par un président et un conseil d'administration, élus chaque année olympique par l'assemblée générale, ainsi que par un bureau désigné au sein du conseil d'administration, auxquels s'ajoutent :
- des commissions exécutives : assurance (ComAss), audiovisuelle, canyonisme (EFC), communication (CoCom), documentation (CoDoc), enseignement (EFS), environnement (CoEnv), financière et statistique (CFS), jeunes (Co-J), médicale (CoMéd), plongée souterraine (EFPS), publications, relations et expéditions internationales (CREI), scientifique (CoSci), secours (SSF), Spelunca librairie, statuts et règlements fédéraux, surveillance des opérations électorales (CSOE) ;
- des délégations permanentes : distinctions honorifiques, écoles départementales de spéléologie et de canyonisme (EDSC), Fédération spéléologique européenne (FSE), fonds d'aide aux actions locales (FAAL), juridique, musée et objets historiques, prix fédéraux, Union internationale de spéléologie (UIS)[10].

Elle est représentée :
- sur le plan régional, par des comités spéléologiques régionaux (CSR) — ou ligues régionales —, actuellement au nombre de 14[11] : Antilles - Guyane (Y), Auvergne - Rhône-Alpes (C), Bourgogne - Franche-Comté (B), Bretagne - Pays de la Loire (H), Centre - Val de Loire (N), Corse (V), Île de France, Mayotte et COM (A), Île de La Réunion (W), Grand Est (L), Hauts de France (T), Normandie (J), Occitanie (O), Provence - Alpes - Côte d'Azur (D). Parmi les anciennes régions administratives, deux (Lorraine et Midi-Pyrénées) furent décentralisées entre 1982 et 2014. Cela leur conférait notamment le droit de gérer l'attribution des licences fédérales. La décentralisation a été supprimée par la FFS en 2015 à la suite de la mise en place d'un logiciel en ligne permettant la gestion des licences directement par les clubs et les individuels.
- sur le plan départemental, par des comités départementaux de spéléologie (CDS), actuellement au nombre de 77[12],[notes 1] : Ain, Aisne, Alpes-de-Haute-Provence, Hautes-Alpes, Alpes-Maritimes, Alsace[notes 2], Ardèche, Ardennes, Ariège, Aube, Aude, Aveyron, Belfort (territoire de), Bouches-du-Rhône, Calvados, Charente, Charente-Maritime, Cher, Corrèze, Côte-d'Or, Dordogne, Doubs, Drôme, Essonne, Eure, Eure-et-Loir, Finistère, Gard, Haute-Garonne, Gers, Gironde, Hauts-de-Seine, Hérault, Ille-et-Vilaine, Indre, Indre-et-Loire, Isère, Jura, Landes, Loire, Loiret, Lot, Lot-et-Garonne, Lozère, Marne, Haute-Marne, Mayenne, Meurthe-et-Moselle, Meuse, Moselle, Nord, Oise, Paris, Puy-de-Dôme, Pyrénées-Atlantiques, Hautes-Pyrénées, Pyrénées-Orientales, Rhône, Haute-Saône, Saône-et-Loire, Savoie, Haute-Savoie, Seine-Maritime, Seine-et-Marne, Seine-Saint-Denis, Deux-Sèvres, Tarn, Tarn-et-Garonne, Val-de-Marne, Val-d'Oise, Var, Vaucluse, Vienne, Haute-Vienne, Vosges, Yonne et Yvelines.

### Spéléo secours français
En France, la FFS est la seule fédération sportive à disposer d'une structure de secours autonome et entièrement bénévole.
Le Spéléo secours français, créé en 1977, est une commission de la FFS regroupant au sein de structures départementales affiliées à la FFS près de 2 000 spéléologues spécialisés dans le sauvetage et l'assistance aux victimes en milieu souterrain.
En 1977, ces différentes équipes de secours se réunissent pour former le Spéléo secours français (SSF), commission technique de la Fédération française de spéléologie (FFS). Elle conventionne avec le ministère de l’Intérieur dès 1978.
L'organe central du SSF est le conseil technique, composé des conseillers techniques nationaux (la direction nationale), des chargés de mission, des techniciens référents et des correspondants régionaux. Il élabore et met en œuvre sur l’ensemble du territoire la politique générale du SSF dans tous les domaines : recherche, formation, prévention, relation avec les organismes de tutelle, etc.
La cellule ressource opérationnelle nationale du Spéléo secours français est composée de conseillers techniques nationaux, membres de la FFS. La liste des conseillers techniques nationaux est arrêtée par le ministre chargé de la sécurité civile. Cette cellule est activée lors d'opérations de secours en milieu souterrain sur le territoire français ou à l’étranger. Elle a notamment un rôle d’information (autorités, Centre opérationnel de zone, COGIC, instances fédérales…), d’anticipation d’éventuelles demandes de renforts extra-départementaux, d’expertises à disposition des conseillers techniques sur le terrain. Elle assure aussi une logistique arrière et un renfort humain et matériel lors de grosses opérations si nécessaire.
La convention nationale d’assistance technique entre la direction générale de la Sécurité civile et de la Gestion des crise (DGSCGC) et la Fédération française de spéléologie détermine sur le plan national les conditions dans lesquelles la Fédération française de spéléologie, apporte par l’intermédiaire de son agrément national de sécurité civile son concours et celui de ses adhérents aux missions de secours en milieu souterrain.
La Fédération française de spéléologie, au travers du SSF bénéficie d'un agrément national de sécurité civile de type A pour les missions de secours en milieu souterrain dans les « cavités naturelles ou artificielles, noyées ou à l’air libre ». Cet agrément, renouvelé pour la dernière fois par arrêté du ministre de l'Intérieur en date du 2 décembre 2024 permet d’assurer des secours d’urgence aux personnes et aux animaux ainsi que des missions de protection des biens et de l’environnement.
L'intervention des sauveteurs du SSF est organisée au niveau départemental dans le cadre du dispositif ORSEC et plus particulièrement des Dispositions Spécifiques relatives au « secours en milieu souterrain » (DSO SMS) de l'ORSEC départementale. Les sauveteurs bénévoles sont alors mobilisés à la demande du préfet (directeur des opérations) et bénéficient du statut de collaborateurs occasionnels du Service public et de la protection juridique des personnes concourant à la sécurité intérieure. La partie souterraine de l'opération de secours est coordonnée par un conseiller technique départemental en spéléologie (CTDS) membre de la FFS, nommé par le préfet. Il est appuyé, au niveau national, par la cellule ressource opérationnelle nationale du SSF qui suit l'évolution de l'opération de secours et gère, le cas échéant, les renforts extra-départementaux de sauveteurs qui peuvent s'avérer nécessaires.
Les techniques et les matériels (civières, etc.) mis au point ont dépassé leur domaine d'application puisqu'ils sont repris par les secouristes en montagne, en ravin, en canyon, etc.
Les sauveteurs du SSF sont formés selon un même référentiel technique national. Le volume annuel de formation représentant 3000 journées de formation avec 6 à 10 formations nationales par an sur les différentes spécialités et environ 200 formations dispensées chaque année au niveau des SSF départementaux. Des exercices de secours sont également organisés régulièrement pour le maintien en condition opérationnelle des équipes.
Le « savoir-faire » développé au fil des années s'est exporté dans le monde entier. Ce savoir-faire recouvre en particulier les activités suivantes :
- assistance et secours à victimes[19] : point chaud (aménagement d'un espace dans la cavité permettant de sécuriser et protéger un blessé en attendant les secours), premiers soins, médicalisation ou assistance à médecin, maintien en vie, etc. ;
- techniques d'évacuation de victimes en conditions difficiles[20] (horizontale en milieu confiné et verticale en terrain complexe) ;
- gestion et organisation d'une opération de secours[21],[22] ;
- plongée souterraine[23] et matériel spécifique aux interventions plongées[24] ;
- opérations de pompage[25] ;
- moyens de communication[26] : système téléphonique filaire (« Spéléophone »)[27] et système de transmission par le sol (postes analogiques « Nicola » puis numériques[28] « Pimprenelle ») ;
- désobstruction à l'explosif[29] et exploseur électronique développé et fabriqué par le SSF[30]

Le Spéléo secours a aussi un rôle préventif.
Le Spéléo secours français apporte également régulièrement son concours aux autorités judiciaires et aux services exerçant des missions de police judiciaire (opérations de recherche en milieu souterrain, concours spécialisé aux actes d'enquête, etc.). Le SSF a renouvelé en 2018 un protocole de partenariat avec la Gendarmerie nationale.

## Délégation, agréments et conventions
Par arrêté du 28 mars 2022 la FFS voit confirmer sa délégation de l'État français pour l'activité spéléologie, ce qui inclut la spéléologie et le canyonisme, jusqu'au 31 décembre 2025. Cela lui confère le droit d'organiser et promouvoir la discipline et des compétitions dans cette discipline.
La FFS dispose des agréments :
- « Jeunesse et éducation populaire »[34] du ministère de la Jeunesse et des Sports,
- « Protection de l'environnement »[4] du ministère de l'Écologie, du Développement durable, des Transports et du Logement avec une Convention d'engagement Grenelle pour la connaissance l'étude, la conservation et la gestion du patrimoine souterrain[35],
- « Sécurité civile » délivré par le ministère de l'intérieur pour des missions de secours en milieu souterrain. Cet agrément a été renouvelé le 16 novembre 2021[36] avec une Convention d'assistance technique et une Convention de partenariat technique avec la Gendarmerie nationale.

## Publications
La Fédération française de spéléologie édite plusieurs publications ; les plus réputées sont :
- « Spelunca » (trimestriel - organe officiel) : le bulletin et les mémoires Spelunca 1re série (1895-1914) ont été fondés en 1895 par Édouard-Alfred Martel pour la Société de spéléologie. Avec la guerre l'association disparaît… Il faut attendre 1930 pour que Spelunca renaisse comme 2e série (1930-1943) avec le Spéléo-club de France. À nouveau la guerre met fin à sa parution qui reprend en 1946, la 3e série (1946-1958) de la Société de spéléologie française et du CAF. Elle devient 4e série (1961-1980) avec le Comité national de spéléologie puis la FFS. La 5e série est apparue en 1981 avec une numérotation linéaire[37].
- « Spelunca Mémoires » (pas de périodicité) : revue rassemblant les actes d'un congrès ou traitant d'un dossier particulier
- « Karstologia » (semestriel)[38] : revue de karstologie physique qui a vu le jour en 1983 sous l'impulsion de Richard Maire et Guilhem Fabre. Elle est éditée par la FFS et l'Association française de karstologie (AFK) et, depuis 1990, avec le soutien financier du CNRS.
- « Karstologia Mémoires » (pas de périodicité) : revue éditée par l'Association française de karstologie (AFK) à compte d'auteur sur un thème spécifique.

Les sommaires de ces publications, ainsi que les contenus de certains anciens numéros, peuvent être consultés ou téléchargés sur le portail spécialisé des publications fédérales.
Les commissions et les structures locales de la FFS éditent également des bulletins thématiques, en format imprimé ou électronique :
- « Info-EFS »[40] et « Les cahiers de l'EFS »[41], bulletins de l'École française de spéléologie ;
- « Spéléoscope »[42], bulletin commun des Commissions Scientifique et Environnement ;
- « Info plongée »[43], bulletin de la Commission Plongée souterraine ;
- etc.

Enfin, des publications internes permettent d'informer les structures locales et leurs adhérents sur la vie fédérale et associative :
- « Le Descendeur »[44], destiné à l'ensemble des adhérents et permettant notamment de préparer les assemblées générales ;
- « Les cahiers du CDS »[45], destiné aux Comités départementaux et aux clubs ;
- etc.

Le Centre national de documentation spéléologique (CNDS), qui fonctionne comme une bibliothèque spécialisée, collecte les publications en lien avec la spéléologie et le canyonisme, notamment celles réalisées par les organes déconcentrés (comités départementaux et régionaux) et les clubs affiliés. Cette bibliothèque est gérée par les membres de la commission fédérale de documentation (CoDoc) qui participent également à l'élaboration annuelle du Bulletin bibliographique spéléologique (BBS) en fournissant les analyses des publications françaises en lien avec la spéléologie.

## Distinctions fédérales

### Président d'honneur
Jusqu'en 2012, le règlement intérieur fédéral stipulait (art. 10) : « Le président d'honneur assiste aux réunions du comité directeur avec voix consultative. » Entre 2012 et 2015, les nouveaux statuts et règlement intérieur suppriment la fonction de président d'honneur. Le règlement intérieur adopté le 24 mai 2015 à Saint-Vallier-de-Thiey rétablit le statut de président d'honneur dans son article 8 ainsi : « Sur proposition du CA, l'assemblée générale (AG) de la FFS peut attribuer le titre de président d’honneur à une personnalité qui a rendu d'éminents services à la FFS. Le président d'honneur doit accepter explicitement cette distinction. Il ne paie pas de cotisation, et est invité à participer à tous les CA et aux AG de la FFS. Il ne peut y avoir qu'un président d’honneur. »
Géo Marchand (°1922 - †2010) a été désigné président d'honneur de la FFS en 1972. Il a été le seul et unique président d'honneur de la FFS, de 1972 à sa mort en 2010. Jean-Pierre Holvoët est fait président d'honneur de la Fédération par l'assemblée générale du 15 mai 2016 à Mâcon.

### Membre d'honneur
« Le titre de membre d'honneur est donné par le conseil d’administration à des personnes physiques qui ont rendu des services signalés à la Fédération. Les membres d'honneur doivent accepter explicitement cette dignité qui leur est proposée par le conseil d'administration. Ils ne paient pas de cotisation. » Cette distinction est donnée à vie. Les membres d'honneur sont convoqués à l'AG fédérale avec voix consultative.
La liste des membres d'honneur de 1963 à 2001 est donnée dans le bulletin Les cahiers du CDS no 12 de Damien Delanghe titré « Médailles et distinctions honorifiques ».
63 personnes ont ainsi été honorées par la FFS ; 16 sont actuellement toujours en vie.
La première femme à avoir été ainsi distinguée est France Guillaume-Rocourt en 2005 ; depuis 6 autres ont reçu ce titre.
- 1963 (création de la FFS) :
  - pour la SSF :
    - Louis Balsan (°1903 - †1988)
    - André Bourgin (°1904 - †1968)
    - Pierre Chevalier (°1905 - †2001)
    - Raymond Gaché (°1906 - †1968)
    - Henri-Pierre Guérin (°1901 - †1981)
    - Guy de Lavaur (°1903 - †1986)
    - Albert Vandel (°1894 - †1980)

  - pour le CNS :
    - Bernard Gèze (°1913 - †1996)
    - René Jeannel (°1879 - †1965)
    - Félix Trombe (°1906 - †1985)

  - Robert de Joly (°1887 - †1968)
- 1964 :
  - Gustave Abel (°1901 - †1988) (Autrichien)
  - Franco Anelli (°1899 - †1977) (Italien)
  - Norbert Casteret (°1897 - †1987)
  - Ernest E. Roberts (°? - †1969) (Anglais)
  - William (« Bill ») J. Stephenson (Américain)[notes 3]
- 1970 : Gabriel Vila (°1912 - †1969) [posthume]
- 1976 : Hubert Habart (°1898 - †1981)
- 1977 :
  - Michel Letrône (°1933 - †2014)
  - Georges Vaucher (°1900 - †1982) (Suisse)
- 1978 :
  - Maurice Audétat (°1921 - †2013) (Suisse)
  - Émile Bugat (°1904 - †1991)
- 1986 :
  - Bernard Bordier (°1932 - †2021)
  - René Ginet (°1927 - †2014)
  - Philippe Renault (°1925 - †2001)
- 1988 : Pierre Vidal (°1936 - †2016)
- 1990 : René Jean (°1913 - †1999)
- 1991 : Henri Paloc (°1930 - †2021)
- 1992 :
  - Paul Dubois (°1930 - †2019)
  - Georges Jauzion (°1930 - †2019)
- 1996 : Jean-Jacques Garnier (°1932 - †1998)
- 1997 : Maurice Laurès (°1925 - †2016)
- 2001[51] :
  - Michel Decobert (°1939)
  - Roger Laurent (°1941 - †2007)
  - Claude Raynaud (°1931)
- 2002[52] :
  - Jean-Claude Frachon (°1944 - †2005)
  - Fernand Petzl (°1913 - †2003)
  - Gérard Propos (°1933 - †2002) [posthume]
- 2005[53] :
  - Jacques Choppy (°1926 - †2004) [posthume]
  - France Guillaume-Rocourt (°1950)
  - Pierre Rias (°1941 - †2008)
- 2009[54],[55] :
  - Claude Chabert (°1939 - †2009) [posthume]
  - Noëlle Chochon (°1934)
  - Richard Maire (°1949)
  - Jacques Sautereau de Chaffe (°1940 - †2021)
- 2013[56] : Annick Menier (°1956 - †2013) [posthume]
- 2014[57],[58] :
  - Georges Marbach (°1944)
  - Daniel Prévot (°1940 - †2016)[59]
  - Monique Rouchon (°1945)
  - Denise Soulier (°1952)
- 2017[60] :
  - Raymond Legarçon (°1946)
  - Michel Luquet (°1939 - †2024)
  - Jean-Pierre Viard (°1937)
- 2019[61] :
  - Paul Courbon (°1936)
  - Annie Legarçon (°1947)
- 2020[62],[63],[64] : Isabelle Obstancias (°1954 - †2024)
- 2021[65] :
  - Christian Dodelin (°1948 - †2021) [posthume][66]
  - Thierry Saunier (°1968- †2020) [posthume][67]
- 2022[68] :
  - Rémy Limagne (°1958)
  - Michel Siffre (°1939 - †2024)
- 2023[69],[70] : Baudouin Lismonde (°1946)
- 2025[71] :
  - Christian Locatelli (°1946)
  - Frédéric Poggia (°1955)

## Prix fédéraux

### Prix Martel-de Joly
En 1927, Édouard-Alfred Martel créa un prix d'hydrogéologie et en confia la gestion à la Société de géographie de Paris. Ce prix a plusieurs fois été attribué à des spéléologues.
En 1939, le Touring club de France créa un prix de spéléologie en hommage à Édouard-Alfred Martel. Attribué épisodiquement, ce prix était destiné à récompenser des travaux spéléologiques. Décerné conjointement par le TCF et la FFS à partir de 1973, il n'a plus été attribué après 1976. En 1982, le TCF étant sur le point de se dissoudre, il accepte de transférer à la FFS le soin de décerner seule ce prix.
Le prix Robert de Joly a été créé par la FFS en 1964. Il récompense l'activité d'exploration spéléologique d'un club ou groupe de clubs français.
En 1982, la FFS a décidé de fusionner le prix Martel de spéléologie et le prix Robert de Joly en un seul prix Martel-de Joly. Il récompense l'activité d'un spéléologue ou d'un club qui a réalisé une exploration exceptionnelle ou œuvré à l'évolution de la spéléologie.
Liste des lauréats :
- Prix Martel d'hydrogéologie (spéléologues seulement)
  - 1927 : Eugène Fournier (°1871 - †1941)
  - 1931 : Norbert Casteret (°1897 - †1987) et Robert de Joly (°1887 - †1968)
  - 1944 : Félix Trombe (°1906 - †1985)
  - 1947 : Bernard Gèze (°1913 - †1996)
  - 1948 : Pierre Chevalier (°1905 - †2001)
  - 1958 : Jean Corbel (°1920 - †1970)
  - 1966 : Henri Paloc (°1930 - †2021)
  - 1975 : Alain Mangin (°1942 - †2017)
- Prix Martel de spéléologie
  -  ? : Norbert Casteret (°1897 - †1987)
  -  ? : Guy de Lavaur (°1903 - †1986)
  -  ? : Pierre Ageron (°1913 - †1994) [2 fois]
  - 1946 : Roger Pelletier, président de l'Association spéléologique de l'Est[72]
  - 1973 : Pierre Minvielle (°1934 - †2017)
  - 1974 : Yves Créac'h (°1921 - †2010)
  - 1976 : René Nuffer (°1917 - †1992)
- Prix Robert de Joly :
  - 1963 : Association Spéléo-club alpin languedocien (Montpellier) pour sa publication intitulée Marboré (délivré en 1965)
  - 1964 : Association Club Martel - CAF (Nice) pour sa publication intitulée Marguareis (délivré en 1965)
  - 1970 : Association Cordée languedocienne (Toulouse) pour sa publication intitulée Étang de Lers, gouffre Georges
  - 1972 : Association Association spéléologique nîmoise (Nîmes) pour sa publication intitulée Fontaine de Nîmes
  - 1974 : Association Spéléo-club de Villeurbanne (Villeurbanne) pour sa publication intitulée Massif du Grand Som, vallon des Éparres
  - 1976 : ?
  - 1978 : Association ERSSA (Montélimar) pour sa publication intitulée Trous Arnaud, Drôme
  - 1980 : ?
  - 1982 : ?
- Prix Martel-de Joly :
  - 1985 : Lucien Gratté pour son ouvrage intitulé Survivance de l'art pariétal[73]
  - 1988 : ?
  - 1990 : ?
  - 1992 : Association Association tarnaise d'études karstiques (Cambon) pour sa publication intitulée L'utilisation des réserves en eau d'un karst tarnais
  - 1994 : Association Spéléo-club de Vienne (Vienne) pour sa publication intitulée À travers le synclinal de l'Aulp du Seuil
  - 2001[74] : Association Aventures karstiques lointaines pour ses rapports de présentation de quatre campagnes spéléologiques en Chine
  - 2004[75] : Jean-Paul Sounier (°1951), Philippe Audra (°1965) et Pierre Deconinck (°1964) pour leur ouvrage Nakanaï, vingt ans d'explo
  - 2006[76] : Jean-Pierre Cassou (°1970) pour sa suite topographique GH Topo
  - 2008[77] : Marc Faverjon (°1969), Philippe Brunet (°1959) et Bernard Dupré[78] pour l'exploration et la diffusion de leurs recherches avec l'ouvrage intitulé La Grotte de Saint-Marcel-d'Ardèche
  - 2013[79] : Association Centre Terre pour les quinze ans d'explorations spéléologiques et scientifiques sur l'île aux Glaciers de marbre en Patagonie
  - 2017[60] : Association Centre normand d'étude du karst et des cavités du sous-sol pour les travaux menés sur la grotte des Petites-Dalles depuis 1989

### Prix Frédérik-Hammel
Créé en 1990 grâce à une dotation du père de Frédérik Hammel, spéléologue décédé dans un gouffre du massif de La Pierre-Saint-Martin en 1988, il a pour objet de récompenser des travaux novateurs dans le domaine du secours souterrain et de la prévention des accidents spéléologiques.
Liste des lauréats :
- 1990 : Jean-Michel Ostermann (°1960) pour sa thèse de médecine Les atmosphères confinées karstiques et autres gaz des cavernes
- 1994 : Association Spéléologues du Causse de Limogne-en-Quercy (Limogne-en-Quercy) pour leur publication Désobstruction à l'explosif
- 1996 : 1er prix non attribué ; 2e prix ex-aequo :
  - Collectif d'Île-de-France pour l'étude d'un point chaud de médicalisation souterraine publiée dans le rapport Point chaud
  - Ruben Gomez (°1946) pour le système Si-phone de communication subaquatique
- 2001[74] : Association Fondation Nicola pour le système de transmission par le sol Nicola
- 2004[75] : Laurent Morel (°1968) pour l'invention du luirographe appareil de mesure en continu du niveau d'eau souterraine
- 2011[80] : Association Société spéléo-archéologique de Caussade (Caussade) pour sa publication Ventilation artificielle des cavités
- 2022 (attribué lors du congrès international de spéléologie 2022 en Savoie)[81] : SSF 64 pour la nouvelle version de la fiche bilan de décembre 2021

### Martel d'or
Créés à l'occasion du cinquantenaire de la FFS, les Martel d'or (un descendeur Petzl gravé au nom de chaque récipiendaire) ont été décernés en 2013 à Millau aux 27 spéléologues fédérés dès la naissance de la FFS et encore licenciés en 2013, totalisant ainsi chacun 50 années de cotisations à la Fédération.
Liste des lauréats :
- Yves Besset (°1944 - †2023)
- Jean-Pierre Besson (°1940 - †2014)
- Antonio Bisio (°1945)
- Jean Bonnet (°1935)
- Bernard Bordier (°1932 - †2021)
- Caude Bou (°1942)
- Noëlle Chochon (°1934)
- Jean-Pierre Couturié (°1938)
- Daniel Dairou (°1938)
- Maurice Duchêne (°1947)
- Henri Garguilo (°1931 - †2024)
- René Ginet (°1927 - †2014)
- Ruben Gomez (°1946)
- Georges Jauzion (°1930 - †2019)
- Michel Letrône (°1933 - †2014)
- Bernard Loiseleur (°1946)
- Michel Luquet (°1939)
- Alain Marbach (°1944)
- Georges Marbach (°1944)
- Michel Meilhac (°1938 - †2023)
- Marcel Meyssonnier (°1946)
- Henri Paloc (°1930 - †2021)
- Claude Raynaud (°1931)
- André Rieussec (°1941)
- Henri Salvayre (°1931 - †2022)
- Jacques Sautereau de Chaffe (°1940 - †2021)
- Pierre Vidal (°1936 - †2016)

### Prix Christian-Dodelin
Le prix Christian-Dodelin a été mis en place par la FFS en 2022. Son objectif est de récompenser un article publié dans Spéléoscope  (ISSN 2102-3751), bulletin de liaison des commissions fédérales Scientifique et Environnement, à l'occasion de l'assemblée générale fédérale, et de publier cet article dans une des revues fédérales (Spelunca ou Karstologia selon le sujet). Le règlement du prix est paru dans Spéléoscope no 41 de juin 2022.
Attributions :
- 2022[86] : François Masson et Mathieu Miquel : « 6.4.1. Le canyon des Anelles (66) », Spéléoscope no 41[87] (FFS, 2022), p. 226-245
- 2023[88] : Gustave Arcangeli, Christophe Bès, Joël Danflous, Patrick Degouve, José Ferris, Philippe Mathios, André Tarrisse et Jean-Claude Gayet pour le collectif Bassia (CDS 32-65, inter-clubs et individuels) : « 6.2.3. Le projet Bassia, une action inter-club et CDS autour du gouffre de Coume Bère (Hèches - 65), Deuxième campagne, année 2022 », Spéléoscope no 42[89] (FFS, 2023), p. 216-224
- 2024[90],[91] : Vincent Schneider, Gaëtan Perrier et Alexandre Zappelli : « 6.5.2. OFSEC (Observatoire fédéral de surveillance des eaux de crue) », Spéléoscope no 43[92] (FFS, 2024), p. 265-271
- 2025[93] : Baptistin Monot : « 6.3.4. Analyse de mises en charge dans le passage-clef, scialet du Brudour », Spéléoscope no 44[94] (FFS, 2025), p. 162-164

## Histoire

### La Société de spéléologie (1895-1914)
Le 1er février 1895, Édouard-Alfred Martel fonde la Société de spéléologie. Parmi les 121 membres fondateurs on trouve : le prince Roland Bonaparte (président en 1896), Gabriel Gaupillat, Félix Mazauric, Raymond Pons, Ernest Rupin et Armand Viré. Il s'agit alors d'une association principalement de personnes et non encore de fédération. En 1895, on n'y compte en effet que 5 clubs ou associations française : deux sections du Club alpin français (Lons-le-Saulnier ; Lozère et Causses) ainsi que le Club Cévenol, la Société des lettres, sciences et arts de Bar-le-Duc et la section meusienne de la Société de géographie domiciliée également à Bar-le-Duc (ces 3 dernières faisant partie des fondateurs). La plupart des membres n'étaient pas des explorateurs, mais des gens de bonne société : géographes ou archéologues, regroupés dans ce qui apparaît être une société savante.
L'objet de cette société était ainsi rédigé : « La Société de spéléologie est instituée pour assurer l'exploration, faciliter l'étude générale et concourir à l'aménagement ou à la mise en valeur des cavités souterraines de toutes sortes, connues ou inconnues, soit naturelles soit artificielles ; pour encourager et subventionner les investigations qui s'y rapportent d'une manière quelconque ; en un mot, pour vulgariser et développer, dans un intérêt à la fois pratique et théorique, utilitaire et scientifique, les recherches de toute nature dans l'intérieur de la terre. »
La Société de spéléologie publie, dès le départ (de 1895 à 1900) un bulletin trimestriel nommé Spelunca, complété par des Mémoires. De 1900 à 1914, bulletins et mémoires sont regroupés dans un fascicule unique, toujours dénommé Spelunca.
La Société de spéléologie disparaît au début de la guerre de 1914.

### Le Spéléo-club de France (1930-1936)
Après la guerre de 14-18, la spéléologie française était surtout représentée par Norbert Casteret et Robert de Joly. Ce dernier reprend l'œuvre interrompue de la Société de spéléologie de Martel.
Le 18 mars 1930, une assemblée constitutive aboutit à la création du Spéléo-club de France dont le siège social était fixé à Montpellier, dans la Maison de l'Agriculture. En faisaient partie : Martel (président d'honneur), Robert de Joly (président), Paul de Grully (vice-président), Norbert Casteret, Bernard Gèze, l'abbé Joseph Giry, Guy de Lavaur, Fournier, Georges Milhaud, Contejean… Son but était d'assurer la liaison entre spéléologues et d'aider au développement de l'activité des prospecteurs du sous-sol. L'association se proposait d'apporter une aide (y compris financière) aux spéléologues et de préparer une législation spéciale de la prospection, la découverte et l'exploitation des richesses souterraines. Le Spéléo-club de France publia un bulletin trimestriel ainsi qu'un Spelunca (2e série) pour l'impression des articles scientifiques et des comptes-rendus détaillés d'explorations. Assez vite, l'activité spéléologique sort du cadre restreint du Languedoc.
En 1934, Félix Trombe explore le Comminges souterrain. En 1935, André Bourgin, très préoccupé d'applications pratiques, s'active dans le Dévoluy et le Vercors. À la même époque, Émile Dujardin-Weber s'occupe de Marseille et l'abbé André Glory anime l'Alsace. En janvier 1936, Henri-Pierre Guérin fonde le Spéléo-club de Paris avec Raymond Gaché, Jean Deudon, Jean Susse (éditeur), Marcel Ichac (pionnier du cinéma de montagne), Maud Guérin (sœur de Jacques Ertaud), Bernard Gèze, Gustave Boissière, Guy de Lavaur, Félix Trombe, Pierre Chevalier, etc., équipe en bonne partie issue du Groupe de Bleau.

### La Société spéléologique de France (SSF) (1936-1963)
Le 1er mars 1936, sur proposition de Bernard Gèze, le Spéléo-club de France devient la Société spéléologique de France, domiciliée à Nîmes au muséum d'histoire naturelle. L'intention était de donner une vocation nationale à un regroupement jusqu'alors uniquement régional. La SSF admettait des filiales et des sociétés affiliées. Elle continuait par ailleurs la publication de Spelunca. La spéléologie fut alors représentée hors des Causses : en 1937, Pierre Chevalier et le Spéléo-club de Lyon se distinguaient dans le massif de la Chartreuse. Le premier Congrès national de spéléologie eut lieu à Mazamet en 1939.
Contrairement à celle de 1914, la guerre de 1939-1945 ne vit pas cesser les explorations souterraines. Cependant, en 1944, les grottes servaient plus de refuges aux maquis que de lieux de visite. Le tome X de Spelunca 2e série fut édité durant l'occupation allemande. Au lendemain de la guerre, la spéléologie française présentait un visage totalement modifié. La SSF n'était plus l'unique association nationale : le Club alpin français (CAF) regroupait au sein de sa commission spéléologique ses sections locales, qui avaient à leur actif de fort belles réalisations.
En 1945, divers organismes officiels reconnaissaient la valeur des études souterraines :
- le Centre national de la recherche scientifique (CNRS) créa une commission de spéléologie avec Louis Fage, Bernard Gèze, René Jeannel, Félix Trombe, Albert Vandel, etc. qui réalisa au Muséum national d'histoire naturelle, à Paris, un laboratoire de biospéologie ;
- le Bureau des recherches géologiques et géophysiques (BRGG, futur BRGM) possédait un service de spéléologie qui confia à Gèze le soin de dresser un répertoire des cavités (travail repris par Jacques Rouire en 1948) ;
- le comité national français de géodésie et de géophysique avait une section d'hydrologie où les spéléologues étaient présents (André Bourgin, Norbert Casteret, Bernard Gèze et Félix Trombe).

C'est avec l'aide de ces organismes et l'appui de ces grands noms que Bernard Gèze fonda en 1946 les Annales de spéléologie, qui constituaient la 3e série de Spelunca, sous la double étiquette de la SSF et du CAF.
En 1948, le siège social de la SSF fut transféré au siège du BRGG. Le CNRS apporta son concours financier aux publications de 1947 à 1956, date à laquelle le CNRS reprit à son compte et à son profit l'édition des Annales de spéléologie, qui devint l'organe du Laboratoire souterrain de Moulis jusqu'en 1976. Le titre Spelunca restait la propriété de la SSF et du Comité national de spéléologie.

### Le Comité national de spéléologie (CNS) (1948-1963)
René Gabriel Jeannel, connu pour ses recherches biospéologiques avec Emil Racovitza, avait créé au sein du Centre national de la recherche scientifique (CNRS) une commission de spéléologie.
Le 28 mai 1948, Jeannel réunissait à Paris en assemblée constitutive, sous l'égide du CNRS, les présidents des clubs spéléos connus ainsi que diverses personnalités spéléologiques éminentes. Ce fut la naissance du Comité national de spéléologie (CNS), dont le siège social fut fixé au Muséum national d'histoire naturelle à Paris. Le CNS. regroupait les présidents des groupes spéléologiques et exceptionnellement certaines personnalités ayant « particulièrement concouru, par leurs travaux, à l'essor de la spéléologie française ». Le Comité de patronage regroupait vingt-et-un organismes ou personnalités dont la plupart étaient des scientifiques. On peut aussi noter la présence du directeur de la Jeunesse et des Sports.
Faisaient partie du premier conseil d'administration et du premier bureau :
- président : René Jeannel
- vice-président : Pierre Chevalier
- secrétaire général : Guy de Lavaur
- parmi les membres : Robert de Joly.

Du 22 au 25 août 1949, le CNS anima une réunion internationale à Valence (Drôme). Elle regroupait les représentants de sept nations (France, Angleterre, Cuba, Espagne, Grèce, Italie et Suisse). La décision y fut prise d'organiser des congrès internationaux de spéléologie.
Dès 1950, le CNS représenté par Guy de Lavaur obtint une subvention de la Direction des Sports pour l'organisation des secours.
Dès sa création, le CNS savait qu'il avait besoin d'un organe d'expression. C'est ainsi qu'apparaît le bulletin Grottes et gouffres dont 3 numéros paraissent en 1948. Devant les difficultés il décide d'arrêter ce bulletin au profit du Bulletin de la Société spéléologique de France (SSF) créé pour l'occasion entre 1949 et 1950. Finalement, il noua des contacts avec le Club alpin français et la SSF, qui éditaient les Annales, puis géra à partir de 1951 et pendant 10 ans une revue trimestrielle de liaison : le Bulletin du CNS. Simultanément, la SSF cessa la publication de son bulletin périodique officiel pour donner ses informations au nouveau bulletin du CNS.
Dès 1952, des stages de formation à la spéléologie furent organisés en partenariat avec la direction générale de la Jeunesse et des Sports.
À partir de 1953, Guy de Lavaur organisa les activités de plongée souterraine. En liaison avec la Fédération nationale de sauvetage, un certificat d'aptitude de premier degré fut créé en 1954.
Le premier congrès international de spéléologie se tint à Paris du 7 au 12 septembre 1953 sous le haut patronage du ministre de l'Éducation nationale, mais aussi du secrétaire d'État à la Jeunesse et aux Sports. Ce double patronage était destiné à marquer la vocation à la fois scientifique et sportive de la spéléologie. Ce congrès comportait sept sections de travail : hydrogéologie et morphologie karstique, physico-chimie, météorologie et cristallographie, biologie, habitat humain, fichier et topographie, photo et cinéma, matériel et techniques d'exploration. Plus de cent communications et une dizaine de films furent présentés.
En 1957, une modification des statuts fit du CNS une association de clubs (et non de présidents de clubs), à l'exclusion d'adhérents individuels. La situation financière devint extrêmement délicate, d'une part à cause de son activité intense et d'autre part du fait des nombreuses publications dont les Actes du Congrès international de 1953.
L'assemblée générale du CNS du 10 mai 1958 désigna Géo Marchand (°1922 - †2010) pour organiser à Cahors en 1959 le 2e congrès national de spéléologie, en s'appuyant sur le groupe spéléologique du Quercy, dont il était Président. Trois cents spéléologues du CNS et de la Société spéléologique de France y participèrent du 6 au 10 septembre 1959. Il donna lieu à la présentation de vingt-six communications diverses et cinq films. Il émergea des participants un désir de regroupement.
L'année 1961 fut une année particulièrement active. Elle vit tout d'abord le Bulletin du CNS reprendre le nom de Spelunca (4e série), sous le double patronage CNS-SSF.

### La Fédération française de spéléologie (FFS) (à partir de 1963)
À l'issue de leurs assemblées générales respectives des 25 et 26 novembre 1961, le Comité national de spéléologie (CNS) et la Société spéléologique de France (SSF), décidèrent de créer une commission mixte, destinée à étudier toutes les solutions possibles, depuis la fusion des deux associations jusqu'à une éventuelle séparation complète.
Après une consultation des spéléologues le 1er juin 1963, à l'occasion du congrès national de Millau, CNS et SSF se réunirent pour former la Fédération française de spéléologie (FFS).
Le 3 juin 1963, le nouveau conseil d'administration élisait le premier bureau de la Fédération qui était ainsi composé :
- président : André Cavaillé
- vice-président : Guy de Lavaur et Paul Dubois
- secrétaire général : Géo Marchand (devint président d'honneur de la FFS)
- secrétaire général adjoint : Jean Lautier[100]
- trésorier : René Nuffer
- trésorier adjoint : Claude Pommier

La FFS reprit alors à son compte la poursuite de l'édition du bulletin Spelunca 4e série à raison de 4 numéros par an (no 1 à 4, année ?). C'est en 1981 que naît l'actuel Spelunca 5e série avec un nouveau format et une numérotation croissante.
La FFS s'est progressivement affirmée comme une entité représentative de l'activité spéléologique française. Elle est aujourd'hui délégataire de missions de service public dans le domaine de la formation, de la sécurité civile et de la promotion de la pratique spéléologique sous toutes ses formes.
Elle compte environ 7 516 licenciés en 2019.
2020 est une année exceptionnelle pour la Fédération puisqu'à la suite de l'épidémie de Covid-19 qui sévit en France, l'assemblée générale élective se tient intégralement sous forme dématérialisée du 30 mai au 12 juin avec l'avantage d'offrir un accès public aux échanges des représentants des structures déconcentrées.